# Strážiště
Strážiště (en allemand : Straschischt) est une commune du district de Mladá Boleslav, dans la région de Bohême-Centrale, en République tchèque. Sa population s'élevait à 128 habitants en 2020.

## Géographie
Strážiště se trouve à 8 km au nord-nord-ouest de Mnichovo Hradiště, à 20 km au nord de Mladá Boleslav et à 67 km au nord-est de Prague.
La commune est limitée par Hlavice au nord, par Všelibice et Chocnějovice à l'est, par Neveklovice au sud, et par Mukařov et Ralsko à l'ouest.

## Histoire
La première mention écrite de la localité date de 1400.

## Administration
La commune se compose de deux quartiers :
- Kozmice
- Strážiště

## Transports
Par la route, Strážiště se trouve à 10 km de Mnichovo Hradiště, à 27 km de Mladá Boleslav et à 83 km de Prague.